# 菊本平
菊本平（1979年6月11日—），日本男性配音員。出身於茨城縣。目前隸屬於Mausu Promotion。

## 作品列表

### 電視動畫
2009年
- 犬夜叉 完結篇（三首狼）
- 涼宮春日的憂鬱（通行人）
- 東京地震8.0

2010年
- 刀语（胡亂）
- 聖痕鍊金士（幹部）
- 戰鬥司書 The book of Bantorra（オルト＝ゴーラ）
- 咎狗之血（参加者）
- 火影忍者疾風傳（霧隱の里の追忍、農夫）
- 薄樱鬼 ～新选组奇谭～（會津藩士）
- 缘之空（用務員）

2011年
- 偶像大師（アシスタントカメラマン）
- 銀魂'（男B）
- Steins;Gate（秋葉幸高）
- SKET DANCE（不良リーダー）
- 火影忍者疾風傳（出前持ち、木葉忍者、水戶門焰（幼少時代）、村人）
- 刀锋战士（協力者）

2012年
- 宇宙兄弟（高木）

2013年
- 宇宙戰艦大和號2199（杉山宣彥、早乙女友治、金城和夫、大工原剛志、波爾特·古蘭、蘭斯·拉金 等）
- DokiDoki! 光之美少女（導演、上班族、男性、主持人、角野秋 等）
- 美食獵人TORIKO（職人、秋丸、泰嵐、塔瑪拉·天空13世、薩拉奇拉）
- 忍者乱太郎（山賊）
- Vividred Operation（校長）

2016年
- 哆啦A夢（飼主、科尼的父親、織田信長）

2018年
- 殺戮的天使（設置物品的男子）

### OVA
- 眼鏡女友（老師、記者、講師、男學生D）
- 實乃里Scramble!（ソバ屋）

### 劇場版動畫
- 歡迎來到宇宙劇場（青年團員）

### 遊戲
- 屍體派對（柳堀隆峰、坪田美貴男、袋井雅人）

### 廣播劇
- VOMIC 青之驅魔師（不良B、家族B、家族E）

## 外部連結
- （日語） 菊本 平 （页面存档备份，存于）